# La fuga de Atalanta
La fuga de Atalanta (en el original en latín Atalanta fugiens) es un libro de emblemas sobre alquimia creado por Michael Maier (1568-1622) y publicado por Johann Theodor de Bry en Oppenheim en 1617 (su éxito motivó una segunda edición en 1618, idéntica a la primera salvo que se añadía el retrato del autor). Consta de 50 discursos con ilustraciones de Matthäus Merian cada uno de los cuales va acompañado de un verso epigramático, una prosa y una fuga musical. Por lo tanto, puede considerarse un ejemplo temprano de multimedia.

## Página del título
La portada muestra varias escenas de la mitología griega relacionadas con las manzanas doradas:
- Arriba: Jardín de las Hespérides.
- Izquierda: Hércules estirando su brazo para agarrar una de las manzanas doradas.
- Derecha: Afrodita entregando las manzanas doradas a Hipómenes.
- Abajo: carrera entre Atalanta e Hipómenes, con Atalanta recogiendo una manzana. Detrás de ellos hay un templo con amantes abrazándose, mientras que en el fondo aparecen como un león y una leona.

## Prefacio
El prefacio contiene una disertación sobre música antigua y narra el mito griego de Atalanta e Hipómenes.

## Discursos
Cada uno de los 50 discursos contiene:
- Un detallado grabado en cobre de Matthäus Merian.
- Un epigrama en verso musicalizado en forma de fuga a tres voces: Atalanta, o la vox fugiens; Hippomenes, o la vox sequens, y Pomum objectum (Apple) o vox morans. "Atalanta fugiens" es un juego de palabras con la palabra "fuga".[4]
- Un epigrama en alemán.
- Un verso latino con un discurso que lo acompaña.[5]